# Wapen van Retranchement

Wapen van Retranchement

Het wapen van Retranchement werd op 8 december 1819 bevestigd door de Hoge Raad van Adel aan de Zeeuwse gemeente Retranchement. Per 1 april 1970 ging Retranchement op in de gemeente Sluis. Het wapen van Retranchement is daardoor definitief komen te vervallen als gemeentewapen.

## Blazoenering
De blazoenering van het wapen luidde als volgt:
In zilver een blauwe schuinbalk, in de linkerbovenhoek vergezeld van een zwarte kapitale R.
De heraldische kleuren zijn zilver (wit) azuur (blauw) en sabel (zwart). In de register wordt overigens geen beschrijving gegeven, slechts een afbeelding. In de heraldiek zijn links en rechts gezien van achter het schild; voor de toeschouwer zijn de termen links en rechts dus verwisseld.

## Verklaring
De blauwe schuinbalk is afkomstig uit het wapen van het Vrije van Sluis. Retranchement behoorde tot het Vrije van Sluis en heeft dus net als andere gemeenten het wapen overgenomen met een onderscheidend beginletter.

## Verwante wapens

Het wapen van Cadzand
Het wapen van Groede
Het wapen van Heille
Het wapen van Oostburg uit 1971
Het wapen van Schoondijke
Het wapen van Sint Kruis
Het wapen van waterschap Het Vrije van Sluis
Het wapen van Zuidzande